# Liste der Mitglieder des Provinziallandtags der Provinz Posen (15. Sitzungsperiode)
Diese Liste gibt einen Überblick über die Mitglieder des Provinziallandtags der preußischen Provinz Posen in der fünfzehnten Sitzungsperiode 1868.
Landtagsmarschall war Freiherr Otto Graf von Königsmarck, sein Stellvertreter war Thadaeus Cajetan Camill Dzierzykraj zu Chomecice von Morawski.
| Kurie                    | Wahlbezirk                                         | Abgeordneter                                                  | Beruf, Ort                                                      | Anmerkung                                                                                                  |
| ------------------------ | -------------------------------------------------- | ------------------------------------------------------------- | --------------------------------------------------------------- | --- |
| Inhaber von Virilstimmen |                                                    | Fürst Maximilian Karl von Thurn und Taxis                     |                                                                 | Vertreten durch den königlichen Kammerherren Adalbert Graf von der Schulenburg-Filehne auf Schloss Filehne |
| Inhaber von Virilstimmen |                                                    | Fürst Boguslaw von Radziwill                                  |                                                                 | |
| Inhaber von Virilstimmen |                                                    | Graf Athanasius von Raczynski                                 |                                                                 | nahm nicht am Landtag teil                                                                                 |
| Inhaber von Virilstimmen |                                                    | Fürst August Anton Sułkowski                                  |                                                                 | |
| Ritterschaft             | Kreis Adelnau                                      | Joseph von Lipski                                             | Rittergutsbesitzer auf Lewkow                                   | |
| Ritterschaft             | Kreis Birnbaum                                     | Georg Sylvius Erich Carl Magnus Freiherr von Massenbach       | Rittergutsbesitzer auf Bialokosz                                | |
| Ritterschaft             | Kreis Meseritz und Kreis Bomst                     | Freiherr Hans von Unruhe-Bomst                                | Landrat und Rittergutsbesitzer auf Bomst                        | |
| Ritterschaft             | Kreis Buk und Kreis Obornik                        | Faustin von Radonski                                          | Rittergutsbesitzer auf Ninino                                   | als Stellvertreter                                                                                         |
| Ritterschaft             | Kreis Fraustadt                                    | Thadaeus Cajetan Camill Dzierzykraj zu Chomecice von Morawski | Königlicher Kammerherr und Rittergutsbesitzer auf Lubonia       | Stellvertretender Landtagsmarschall                                                                        |
| Ritterschaft             | Kreis Kosten                                       | Anton von Skarzynski                                          | Rittergutsbesitzer auf Suckel                                   | nahm zunächst als Stellvertreter am Landtag teil                                                           |
| Ritterschaft             | Kreis Kosten                                       | Franz Graf Kwilecki                                           | Rittergutsbesitzer auf Kobelnik                                 | nahm danach als Stellvertreter am Landtag teil                                                             |
| Ritterschaft             | Kreis Kröben                                       | Stanislaus von Stablewski                                     | Rittergutsbesitzer auf Zalesie                                  | |
| Ritterschaft             | Kreis Krotoschin                                   | Anton von Przyluski                                           | Rittergutsbesitzer auf Starkowiec                               | als Stellvertreter                                                                                         |
| Ritterschaft             | Kreis Pleschen                                     | Joseph von Morawski                                           | Prov. Landschaftsdirektor und Rittergutsbesitzer auf Kotowiecko | |
| Ritterschaft             | Kreis Posen                                        | Louis Hoffmeyer                                               | Rittergutsbesitzer auf Zlotnik                                  | |
| Ritterschaft             | Kreis Samter                                       | Stanislaus von Kurnatowski                                    | Rittergutsbesitzer auf Pozarowo                                 | |
| Ritterschaft             | Kreis Schildberg                                   | Joseph von Sulimierski                                        | Rittergutsbesitzer auf Domanin                                  | |
| Ritterschaft             | Kreis Schrimm                                      | Stanislaus von Chłapowski                                     | Leutnant a. D. Rittergutsbesitzer auf Szoldry                   | |
| Ritterschaft             | Kreis Schroda                                      | Anastasius von Radoński                                       | Rittergutsbesitzer auf Krzeslice                                | |
| Ritterschaft             | Kreis Wreschen                                     | Eduard Graf Poniński                                          | Rittergutsbesitzer auf Schloss Wreschen                         | |
| Ritterschaft             | Kreis Bromberg und Kreis Mogilno                   | Ludwig Klahr                                                  | Landschaftsrat und Rittergutsbesitzer auf Kotomierz             | |
| Ritterschaft             | Kreis Czarnikau und Kreis Chodziesen               | Otto Graf von Königsmarck                                     | Landrat a. D. und Rittergutsbesitzer auf Olesnitz               | |
| Ritterschaft             | Kreis Gnesen                                       | Desiderius von Roznowski                                      | Rittergutsbesitzer auf Areugowo                                 | |
| Ritterschaft             | Kreis Inowraclaw                                   | Richard von Roy                                               | Rittergutsbesitzer auf Wierzbiczany                             | |
| Ritterschaft             | Kreis Schubin                                      | Karl Friedrich von Lawrenz                                    | Rittergutsbesitzer und Generallandschaftsrat auf Gutenwerder    | |
| Ritterschaft             | Kreis Wirsitz                                      | Gustav von Grevenitz                                          | Rittergutsbesitzer auf Tlukom                                   | als Stellvertreter                                                                                         |
| Ritterschaft             | Kreis Wongrowiec                                   | Wladislaus Szuldrzynsk                                        | Rittergutsbesitzer und Landschaftsrat auf Sierniki              | |
| Städte                   | Stadt Posen                                        | Wilhelm von Treskow                                           | Major a. D. und Stadtrat                                        | |
| Städte                   | Stadt Posen                                        | Eduard Kaatz                                                  | Kaufmann und Stadtrat                                           | |
| Städte                   | Stadt Fraustadt                                    | Johann August Cleemann                                        | Kaufmann und Ratsherr                                           | |
| Städte                   | Stadt Lissa                                        | Karl Liebert                                                  | Bäckermeister                                                   | als Stellvertreter                                                                                         |
| Städte                   | Stadt Meseritz                                     | Friedrich Wilhelm Scholtz                                     | Bürgermeister in Meseritz                                       | |
| Städte                   | Stadt Rawicz                                       | Karl Emil Sigismund Baum                                      | Kaufmann und Stadtrat                                           | |
| Städte                   | Stadt Bromberg                                     | Ludwig Buchholz                                               | Kaufmann und Stadtverordneter                                   | als Stellvertreter                                                                                         |
| Städte                   | Stadt Gnesen                                       | Franz Machatius                                               | Bürgermeister                                                   | |
| Städte                   | der Kreise Obornik, Samter, Buk, und Posen         | Oskar Krieger                                                 | Kaufmann in Obornik                                             | |
| Städte                   | der Kreise Pleschen, Schroda, Schrimm und Wreschen | Nicodem von Gozdziewski                                       | Vorwerksbesitzer in Schroda                                     | |
| Städte                   | der Kreise Krotoschin, Adelnau, und Schildberg     | Albert Schmidt                                                | Bürgermeister in Pogorzella                                     | |
| Städte                   | der Kreise Fraustadt, Kosten und Kröben            | Ferdinand Gebauer                                             | Kämmerer a. D. in Bojanowo                                      | |
| Städte                   | der Kreise Birnbaum, Bomst, und Meseritz           | Johann Gottlieb Fritz                                         | Bürgermeister in Zirke                                          | |
| Städte                   | der Kreise Bromberg, Schubin, und Wirsitz          | Julius Ritter                                                 | Vorwerksbesitzer in Nakel                                       | als Stellvertreter                                                                                         |
| Städte                   | der Kreise Czarnikau, Chodziesen und Wongrowiec    | Theodor Alberti                                               | Bürgermeister in Wongrowitz                                     | |
| Städte                   | der Kreise Gnesen, Inowractaw und Mogilno          | Valentin Kozlowski                                            | Ackerbürger in Powiz                                            | |
| Landgemeinden            | der Kreise Adelnau, Krotoschin, und Schildberg     | Hieronymus Ziemianski                                         | Wirtschaftsbesitzer in Ligota                                   | |
| Landgemeinden            | der Kreise Birnbaum, Bomst, und Meseritz           | Victor Dalski                                                 | Freischulzengutsbesitzer in Rokitten                            | |
| Landgemeinden            | der Kreise Fraustadt, Kosten, und Kröben           | Wawrzyn Wyrwala                                               | Bauergutsbesitzer in Niedzwiadki                                | |
| Landgemeinden            | der Kreise Buk, Obornik, Posen und Samter          | Theodor Jordan                                                | Vorwerksbesitzer in Chomecice                                   | |
| Landgemeinden            | der Kreise Schrimm, Schroda, Wreschen und Pleschen | Thomas Szambelan                                              | Wirt in Wreschen                                                | als Stellvertreter                                                                                         |
| Landgemeinden            | der Kreise Bromberg, Schubin, und Wirsitz          | Karl Schultz                                                  | Gutsbesitzer in Karolewo                                        | |
| Landgemeinden            | der Kreise Czarnikau, Chodziesen und Wongrowiec    | Ludwig König                                                  | Freischulzengutsbesitzer in Rosko                               | |
| Landgemeinden            | der Kreise Gnesen, Inowrazlaw und Mogilno          | Johann Nepomucen Budzynski                                    | Gutsbesitzer in Kleryka                                         | |